# Partenit
Partenit (ukrainisch Партеніт; russisch Партенит) ist eine Siedlung städtischen Typs auf der Halbinsel Krim. Sie gehört verwaltungstechnisch zur Stadt Aluschta und bildet innerhalb dieser eine eigene Siedlungsratsgemeinde. Die Szenerie des Ortes wird vom Berg Aju-Dag geprägt.

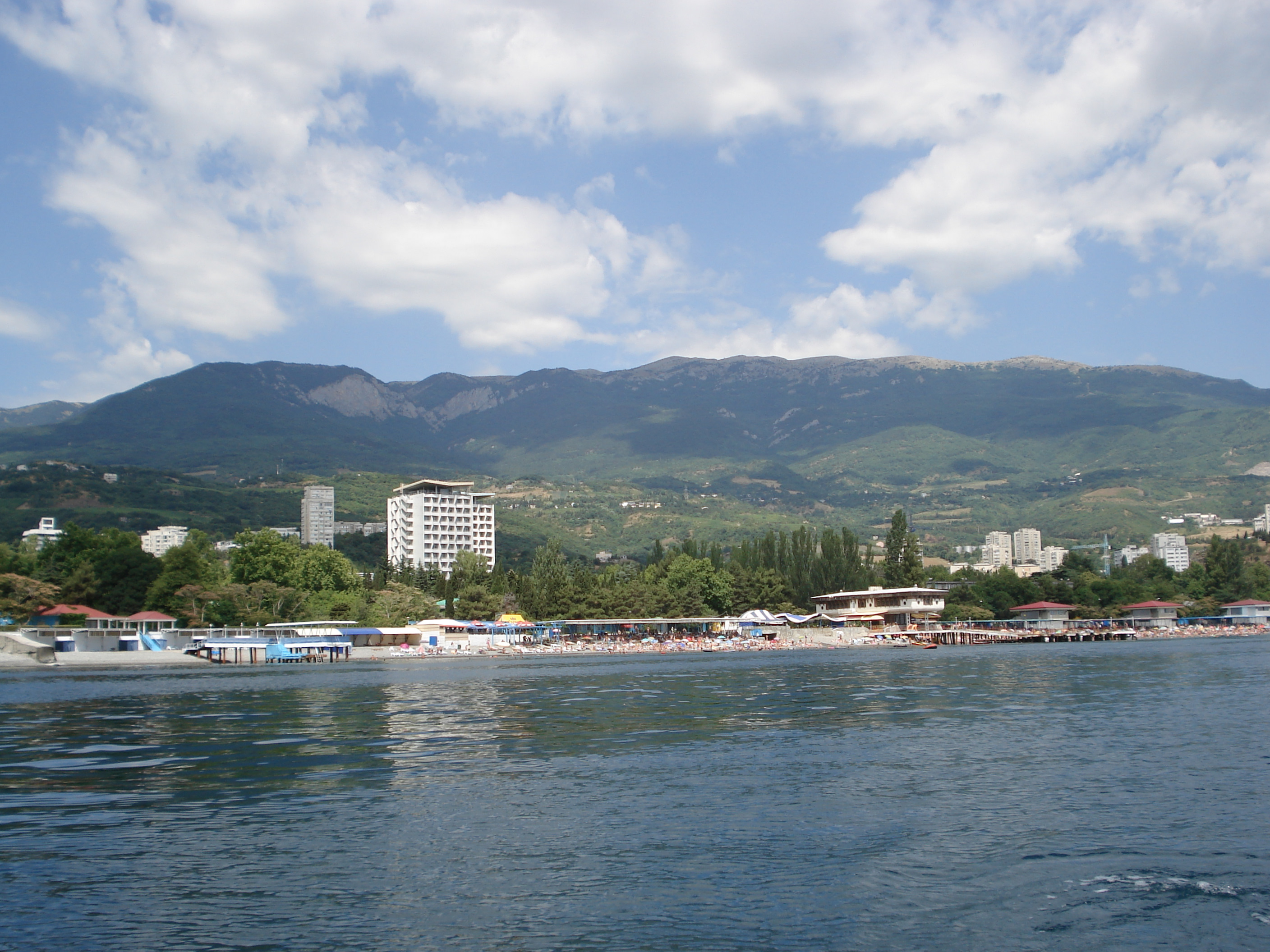
Partenit (2007)

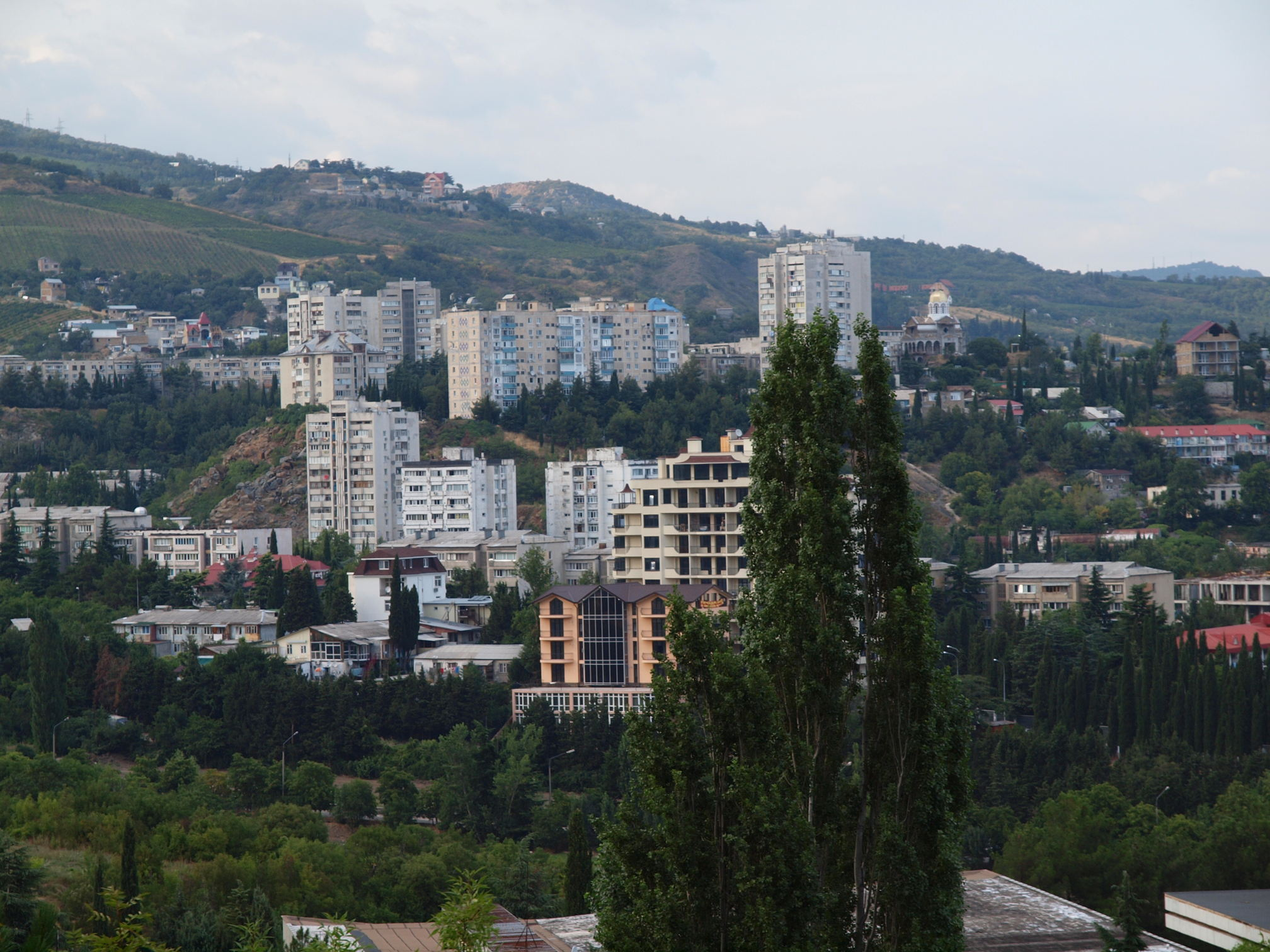
Partenit auf der Krim

Die Siedlung entstand bereits im 8. Jahrhundert. Im Jahr 1963 erhielt sie den Status einer Siedlung städtischen Typs. Im Jahr 1945 wurde der Ort in Frunsenskoje (Фрунзенское) umbenannt, die Rückbenennung erfolgte erst am 25. März 1993 im Zuge der Autonomieerklärung der Krim.

## Persönlichkeiten
- Andrei Woinowski (1959–2015), Filmschauspieler und Romanautor, starb in Partenit